# Colias wanda
Colias wanda is een vlindersoort uit de familie van de Pieridae (witjes), onderfamilie Coliadinae.
Colias wanda werd in 1907 beschreven door Grum-Grshimaïlo.